# Darryl Monroe
Darryl Monroe Jr. (Portsmouth, 30 gennaio 1986) è un cestista statunitense.

## Palmarès

### Squadra
- Coppa Italia Serie A2: 1

Scaligera Verona: 2015
- Campionato israeliano: 1

Maccabi Rishon LeZion: 2015-2016

### Individuale
- Ligat ha'Al MVP: 1

Maccabi Rishon LeZion: 2015-2016
- Ligat ha'Al MVP finali: 1

Maccabi Rishon LeZion: 2015-2016